# Manava Dharma
Manava Dharma (letterlijk: "menselijke aard of natuurlijke bestemming") wil zeggen dat alle mensen in principe hetzelfde Dharma hebben, dezelfde natuurlijke levensbestemming. Die bestemming bestaat uit het bereiken van de ultieme realisatie of zelfbevrijding. Alle wezens streven naar het realiseren van optimaal geluk onder andere door het voortdurend nastreven van genot, plezier en ontspanning en door het vermijden van spanning of pijn. De permanente bevrediging van dat algemene verlangen kan echter uiteindelijk niet bereikt worden in wereldlijke ontspanning of genoegens, maar vindt pas haar vervulling in de vereniging van het individuele bewustzijn met het Kosmische Bewustzijn. 
Alleen mensen zijn in staat daar actief naar te streven (wellicht in de toekomst ook andere hogere soorten zoals bijvoorbeeld chimpansees). Omdat elk mens daar in principe toe in staat is, ongeacht de cultuur, het geslacht etc., spreek je van Manava Dharma.  